# Heilige Driekoningenparochie
De Heilige Driekoningenparochie is een rooms-katholieke parochie in de Nederlandse stad Den Haag. Zij is op 1 januari 2007 ontstaan door de fusie van alle parochies in de wijk Haagse Hout. Het is nu één parochie met twee kerken, te weten:
- Sint-Paschalis Baylonkerk
- Onbevlekt Hart van Mariakerk, of de Marlotkerk.

De O.L.V.-van-Goede-Raadkerk is sinds december 2007 eigendom geworden van de Engelstalige katholieke parochie Church of Our Saviour. Bij gelegenheid maakt de Driekoningenparochie nog wel gebruik van de Goede Raadkerk. 

De parochie is gewijd aan de Heilige Drie Koningen. 

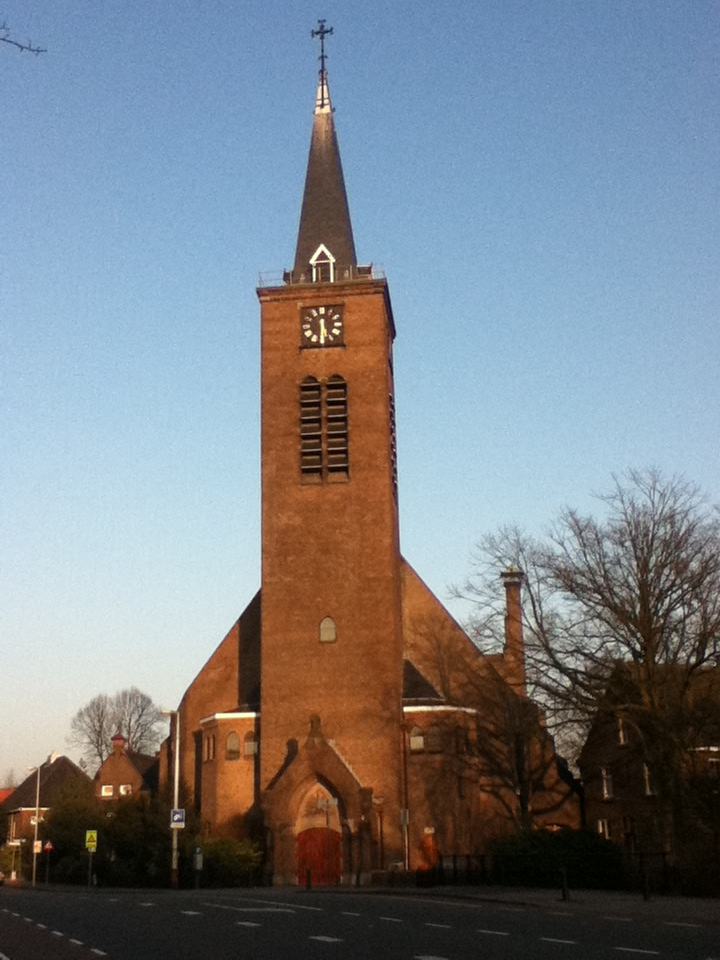
De Paschaliskerk.
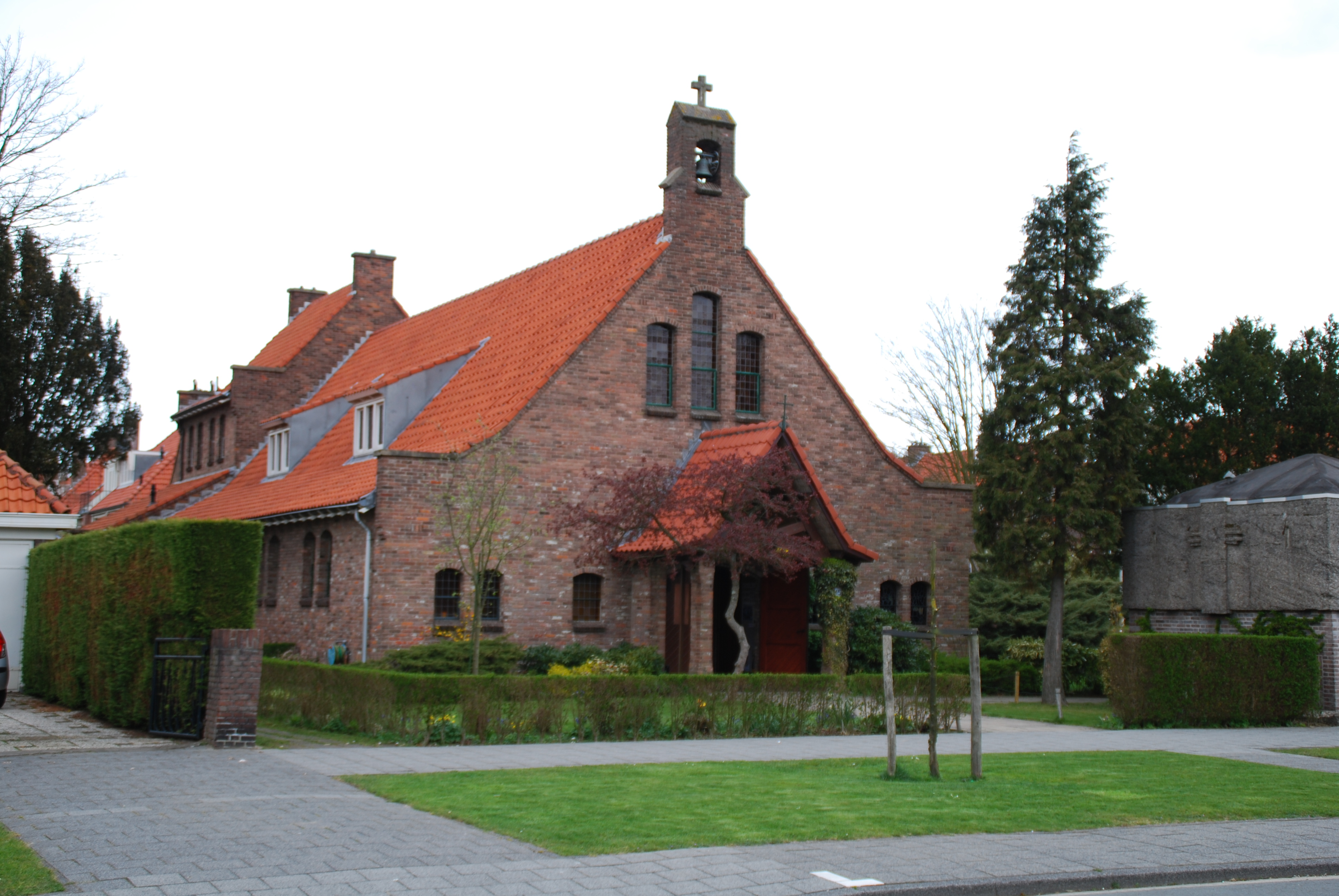
De Marlotkerk.

## Voorgeschiedenis
De huidige parochie is ontstaan uit de fusie van vijf parochies in de wijk Haagse Hout. Dit waren achtereenvolgens: 
- Onze Lieve Vrouw van Goede Raadparochie (opgericht in 1897)
- Sint-Liduinaparochie (1915)
- Sint-Paschalis Baylonparochie (1921)
- Onbevlekt Hart van Mariaparochie (1944)
- Christus Koningparochie (1960)

Kort na de oprichting van de nieuwe fusieparochie in januari 2007 werden de kerkgebouwen van Christus Koning en die van Sint Liduina afgestoten. De Goede Raadkerk werd overgedragen aan de Engelstalige parochie Church of Our Saviour. De Paschaliskerk werd de hoofdkerk van de nieuwe parochie. 